# Emily Beecham
Emily Beecham (Manchester, 12 maggio 1984) è un'attrice britannica naturalizzata statunitense.
Nota per il suo ruolo nel film dei Fratelli Coen Ave, Cesare! e per la serie televisiva AMC Into the Badlands, nel 2011 ha ricevuto il premio come migliore attrice al London Independent Film Festival, mentre nel 2017 è stata candidata come Migliore attrice ai British Independent Film Awards. Sempre nel 2017 ha vinto il premio come miglior attrice al 35° Torino Film Festival per il film Daphne, ex aequo con Moon Shavit per Non dimenticarmi - Don't Forget Me. Il 25 maggio 2019 ha vinto il premio come miglior attrice al 72º Festival di Cannes, per il film Little Joe di Jessica Hausner.

## Biografia
Beecham è nata a Wythenshawe, figlia di un padre inglese e di una madre americana originaria dell'Arizona. Suo padre è un pilota di linea. Possiede la doppia cittadinanza britannica e americana. Nel 2003, all'età di 18 anni, si è iscritta alla London Academy of Music and Dramatic Art (LAMDA) e si è laureata con un BA nel 2006.
Nell'ultimo anno a LAMDA, Beecham ha iniziato ad accettare opportunità professionali di recitazione, con le sue prime apparizioni nel thriller Bon Voyage e nella serie televisiva soprannaturale Afterlife - Oltre la vita. Il suo primo lungometraggio, Bon Voyage, fece il suo debutto quell'ottobre e ricevette recensioni positive dopo la messa in onda su ITV. Ha inoltre vinto il premio Golden Nymph al Monte-Carlo Television Festival nel giugno 2007.
A metà del 2007, Beecham fu scelta dalla regista Jan Dunn per il ruolo protagonista nel suo film indipendente The Calling, per il quale vinse il premio come Migliore Attrice al London Independent Film Festival e il Trailblazer Award all'Edinburgh International Film Festival. Il film ricevette recensioni contrastanti; tuttavia, una recensione commentò che "la neo-arrivata Emily Beecham interpreta una giovane donna determinata a entrare in convento e regge benissimo accanto a pilastri come Brenda Blethyn e Susannah York". La cronista cinematografica Hannah McGill, direttore artistico dell'Edinburgh Festival dal 2006 al 2010, decise che Beecham dovesse essere una delle vincitrici del tanto ambito Skillset Trailblazer Award. Quell'anno, Beecham debuttò sul palcoscenico in maniera professionale con How to Curse, il primo spettacolo di Ian McHugh, al Bush Theatre di Shepherd's Bush, Londra, diretto dalla direttrice artistica del teatro Josie Rourke. Nel 2011, ricevette il premio come Migliore Attrice al London Independent Film Festival.
Beecham è apparsa in numerose serie televisive, tra cui Miss Marple (Agatha Christie's Marple), Tess dei d'Urberville, Testimoni silenziosi e The Street. È stata inserita nell'edizione "Young Hollywood" della rivista Nylon come una delle 55 "Facce del Futuro", con la fotografia accompagnata dalla didascalia "Young Hollywood London". John Rankin, il veterano fotografo di glamour della rivista Esquire, è stato citato mentre affermava che lei possiede "quel qualcosa di speciale, quella qualità che percepisci in qualcuno... è una delle attrici più eccitanti in circolazione".
Nel 2013, Beecham ha interpretato Caro Allingham in The Village. Dal 2015 al 2019 è nel cast principale della serie d'azione di arti marziali Into the Badlands della AMC. Nel 2016, ha ricoperto un ruolo di supporto nel film dei fratelli Coen Ave, Cesare!. Un anno dopo ha interpretato il ruolo-titolo in Daphne, per il quale ha ricevuto una nomination come Migliore Attrice ai British Independent Film Awards. Nel 2019, ha recitato nel film Little Joe, che le è valso il premio come Migliore Attrice al Festival di Cannes. È apparsa anche nella serie Netflix 1899, creata da Jantje Friese e Baran bo Odar. Una fusione di mistero e horror ambientata in epoca, la serie è stata cancellata dopo una sola stagione, nonostante fosse fra le produzioni più acclamate del servizio in quel periodo.
Nel 2021 recita accanto a Lily James nella miniserie The Pursuit of Love - Rincorrendo l'amore, tratta dal romanzo Rincorrendo l'amore di Nancy Mitford.
Nel marzo 2024 è stato annunciato che si era unita al cast della serie serie storica King and Conqueror nel ruolo di Edith Swan-neck.

## Filmografia parziale

### Cinema
- 28 settimane dopo (28 Weeks Later), regia di Juan Carlos Fresnadillo (2007)
- Ave, Cesare! (Hail, Caesar!), regia di Joel ed Ethan Coen (2016)
- Daphne, regia di Peter Mackie Burns (2017)
- Berlin, I Love You, regia di vari (2019)
- Little Joe, regia di Jessica Hausner (2019)
- Sulphur and White, regia di Julian Jarrold (2020)
- Outside the Wire, regia di Mikael Håfström (2021)
- Crudelia (Cruella), regia di Craig Gillespie (2021)
- My Mother's Wedding, regia di Kristin Scott Thomas (2023)
- Stockholm Bloodbath, regia di Mikael Håfström (2023)
- The Covenant, regia di Guy Ritchie (2023)
- Slingshot, regia di Mikael Håfström (2024)
- Guglielmo Tell (William Tell), regia di Nick Hamm (2024)

### Televisione
- Afterlife - Oltre la vita (Afterlife) – serie TV, episodio 2x01 (2006)
- Miss Marple – serie TV, episodio 3x01 (2007)
- Lewis – serie TV, episodio 2x01 (2008)
- Merlin – serie TV, episodio 2x11 (2009)
- Testimoni silenziosi – serie TV, 2 episodi (2010)
- Damages – serie TV, episodio 5x07 (2012)
- The Village – serie TV, 12 episodi (2013-2014)
- The Musketeers – serie TV, episodio 1x01 (2014)
- Into the Badlands – serie TV, 32 episodi (2015-2019)
- The Pursuit of Love - Rincorrendo l'amore (The Pursuit of Love), regia di Emily Mortimer – miniserie TV (2021)
- 1899 – serie TV, 8 episodi (2022)

## Doppiatrici italiane
Nelle versioni in italiano delle opere in cui ha recitato, Emily Beecham è stata doppiata da:
- Chiara Gioncardi in Into the Badlands, The Pursuit of Love - Rincorrendo l'amore
- Valentina Favazza in Outside the Wire, 1899, The Covenant
- Lavinia Paladino in Berlin, I Love You
- Domitilla D'Amico in Ave, Cesare!
- Francesca Leri in Little Joe
- Elena Perino in Crudelia